# Marius Wolf
Marius Wolf (Coburg, 27 mei 1995) is een Duits voetballer die doorgaans als aanvaller speelt. Hij verruilde Borussia Dortmund in 2024 voor FC Augsburg. Wolf debuteerde in 2023 in het Duits voetbalelftal.

## Carrière
Wolf stroomde door vanuit de jeugd van TSV 1860 München. Daarvoor debuteerde hij op 26 oktober 2010 in het eerste elftal, tijdens een met 1–2 verloren wedstrijd in de 2. Bundesliga thuis tegen Eintracht Braunschweig. Hij viel in de 72e minuut in voor Valdet Rama.
Wolf speelde anderhalf seizoen voor 1860 München voor hij in januari 2016 verkaste naar Hannover 96, in de Bundesliga. Hier kwam hij in het restant van het seizoen twee keer in actie. Hij zag zijn club zo hoofdzakelijk vanaf de bank degraderen naar de 2. Bundesliga. Nadat hij in de eerste helft van het seizoen 2016/17 geen minuut speelde in het eerste team, verhuurde Hannover Wolf in januari 2017 voor een halfjaar aan Eintracht Frankfurt. Ook hier had hij een trage start, maar Frankfurt huurde hem na afloop van het seizoen toch nog een jaar. Hij speelde zich er in het seizoen 2017/18 vervolgens in de basis. Wolf kwam dat jaar in 28 van de 34 speelronden in actie, waarvan 27 als basisspeler. Daarnaast speelde hij ook in alle speelronden van de DFB-Pokal, die zijn ploeggenoten en hij dat jaar wonnen.
Eintracht Frankfurt was dusdanig tevreden met Wolf dat het de koopoptie in zijn contract lichtte en hem zo na afloop van het seizoen definitief overnam. Hij was dat seizoen echter ook opgevallen bij Borussia Dortmund, de nummer vier van Duitsland dat jaar. Dat betaalde €5.000.000,- aan Frankfurt om hem een dag nadat zijn nieuwe contract inging meteen over te nemen. Wolf tekende vervolgens tot medio 2023 in Dortmund. Hier kwam hij niet meteen uit de verf. Hij speelde vaker niet dan wel en dan ook nog vaak als invaller. Borussia Dortmund verhuurde hem daarom in september 2019 voor een jaar aan Hertha BSC en meteen daarna voor een jaar aan FC Köln. Wolf was in Keulen bijna het hele seizoen basisspeler. Toen hij in juli 2021 terugkwam in Dortmund, kreeg hij van de toen net aangetreden coach Marco Rose een nieuwe kans.
In 2024 vertrok hij naar FC Augsburg.

## Clubstatistieken
| Seizoen | Club                  | Competitie    | Competitie | Competitie | Beker | Beker | Internationaal | Internationaal | Totaal | Totaal |
| Seizoen | Club                  | Competitie    | Wed.       | Dlp.       | Wed.  | Dlp.  | Wed.           | Dlp.           | Wed.   | Dlp.   |
| ------- | --------------------- | ------------- | ---------- | ---------- | ----- | ----- | -------------- | -------------- | ------ | ------ |
| 2014/15 | TSV 1860 München      | 2. Bundesliga | 23         | 2          | 1     | 0     | —              | —              | 24     | 2      |
| 2015/16 | TSV 1860 München      | 2. Bundesliga | 16         | 3          | 2     | 0     | —              | —              | 18     | 3      |
| 2015/16 | Hannover 96           | Bundesliga    | 2          | 0          | 0     | 0     | —              | —              | 2      | 0      |
| 2016/17 | Hannover 96           | 2. Bundesliga | 0          | 0          | 0     | 0     | —              | —              | 0      | 0      |
| 2016/17 | → Eintracht Frankfurt | Bundesliga    | 3          | 0          | 1     | 0     | —              | —              | 4      | 0      |
| 2017/18 | → Eintracht Frankfurt | Bundesliga    | 28         | 5          | 6     | 1     | —              | —              | 34     | 6      |
| 2018/19 | Eintracht Frankfurt   | Bundesliga    | —          | —          | —     | —     | —              | —              | 0      | 0      |
| 2018/19 | Borussia Dortmund     | Bundesliga    | 16         | 1          | 2     | 0     | 4              | 0              | 22     | 1      |
| 2019/20 | → Hertha BSC          | Bundesliga    | 21         | 1          | 2     | 0     | —              | —              | 23     | 1      |
| 2020/21 | → FC Köln             | Bundesliga    | 31         | 2          | 2     | 0     | —              | —              | 33     | 2      |
| 2021/22 | Borussia Dortmund     | Bundesliga    | 27         | 3          | 1     | 0     | 6              | 0              | 34     | 3      |
| 2022/23 | Borussia Dortmund     | Bundesliga    | 25         | 1          | 3     | 0     | 4              | 0              | 32     | 1      |
| Totaal  | Totaal                | Totaal        | 192        | 18         | 20    | 1     | 14             | 0              | 226    | 19     |

Bijgewerkt t/m 18 juli 2023

## Interlandcarrière
Wolf speelde in 2015 een keer voor Duitsland –20, maar kwam verder nooit uit voor nationale jeugdselecties. Hij debuteerde op 25 maart 2023 in het Duits voetbalelftal. Bondscoach Hansi Flick gaf hem toen een basisplaats in een met 2–0 gewonnen oefeninterland tegen Peru. In de drie maanden die volgden, mocht hij nog vier keer aantreden voor het nationale team.

## Erelijst
| Competitie          |                     |                     |                     |                     |
| Competitie          | Aantal              | Jaren               |                     |                     |
| Eintracht Frankfurt | Eintracht Frankfurt | Eintracht Frankfurt | Eintracht Frankfurt | Eintracht Frankfurt |
| ------------------- | ------------------- | ------------------- | ------------------- | ------------------- |
| DFB-Pokal           | 1x                  | 2017/18             |                     |                     |
| Borussia Dortmund   |                     |                     |                     |                     |
| DFL-Supercup        | 1x                  | 2019                |                     |                     |

1 Dahmen ·
2 Gumny ·
3 Pedersen ·
4 Oxford ·
5 Matsima ·
6 Gouweleeuw  ·
7 Kabadayı ·
8 Rexhbeçaj ·
9 Essende ·
10 Maier ·
11 Wolf ·
13 Giannoulis ·
15 Mounié ·
16 Zesiger ·
17 Jakić ·
19 Onyeka ·
20 Claude-Maurice ·
21 Tietz ·
22 Labrović ·
24 Jensen ·
31 Schlotterbeck ·
32 Framberger ·
36 Kömür ·
37 Berisha ·
44 Koudossou ·
47 Banks ·
Coach: Thorup